# تاواتزانو کون ویلاوسکو
تاواتزانو کون ویلاوسکو (به ایتالیایی: Tavazzano con Villavesco) یک کومونه در ایتالیا است که در استان لودی واقع شده‌است. تاواتزانو کون ویلاوسکو ۱۶٫۲ کیلومتر مربع مساحت و ۵٬۳۴۱ نفر جمعیت دارد و ۸۲ متر بالاتر از سطح دریا واقع شده‌است.